# Casa Verde (distrito de São Paulo)
Casa Verde es un distrito ubicado en la zona nordeste de la ciudad de Sao Paulo, Brasil. Administrativamente pertenece a la subprefectura homónima. 

## Historia
Anteriormente conocida como Vila Tietê, se convirtió en distrito, separado de Santana, en 1928. Perdió parte de su territorio en 1964, con la constitución de los distritos de Vila Nova Cachoeirinha y Limão. En 1986, por ley municipal se modificó toda la configuración de distritos y subdistritos del municipio de São Paulo.

## Distritos limítrofes
- Cachoeirinha (norte)
- Mandaqui y Santana (este)
- Bom Retiro, Santa Cecília y Barra Funda (sur)
- Limão (oeste)